# Alliance Club Horsens
L'AC Horsens (nome completo Alliance Club Horsens), chiamato comunemente Horsens, è una società calcistica con sede a Horsens, in Danimarca. Milita nella 1. Division, la seconda serie del campionato danese.

## Palmarès

### Competizioni nazionali
- 1. Division: 3

1966, 2009-2010, 2021-2022
- 2. Division: 2

1991, 1996

### Altri piazzamenti
- Campionato danese:

Terzo posto: 1967
- Coppa di Danimarca:

Finalista: 2012-2013
Semifinalista: 2004-2005, 2011-2012, 2013-2014, 2019-2020

## Statistiche e record

### Statistiche nelle competizioni UEFA
Tabella aggiornata alla fine della stagione 2018-2019.
| Competizione                  | Partecipazioni | G | V | N | P | RF | RS |
| ----------------------------- | -------------- | - | - | - | - | -- | -- |
| Coppa UEFA/UEFA Europa League | 1              | 4 | 1 | 2 | 1 | 5  | 9  |